# بوئینگ ۳۰۷ استراتولاینر
بوئینگ ۳۰۷ استراتولاینر نخستین هواپیمای ترابری تجاری با یک کابین تحت فشار بود. ویژگی که به هواپیما اجازه می داد در بلندای ۶٬۰۰۰ متر (۲۰٬۰۰۰ پا) بالاتر از بسیاری از اختلالات آب و هوایی پرواز کند. اختلاف فشار ۲٬۵ پوند بر اینچ مربع (psi)، بود بنابراین در ارتفاع ۴٬۴۸۰ متری (۱۴٬۷۰۰ پا) فشار درون کابین مانند ارتفاع ۲٬۴۴۰ متری (۸٬۰۰۰ پا) بود. گونه ۳۰۷ گنجایشی برای با ۵ خدمه و ۳۳ مسافر داشت. عرض کابین آن برابر با ۳٬۶ متر (۱۲پا) بود. این هواپیما نخستین هواپیمای بر پایه فرود بود که یک مهندس پرواز از اعضای خدمه آن به‌شمار می رفت. (در اوایل تنها چند کشتی هوایی جایگاه مهندس پرواز در خود داشتند)

## طراحی و توسعه

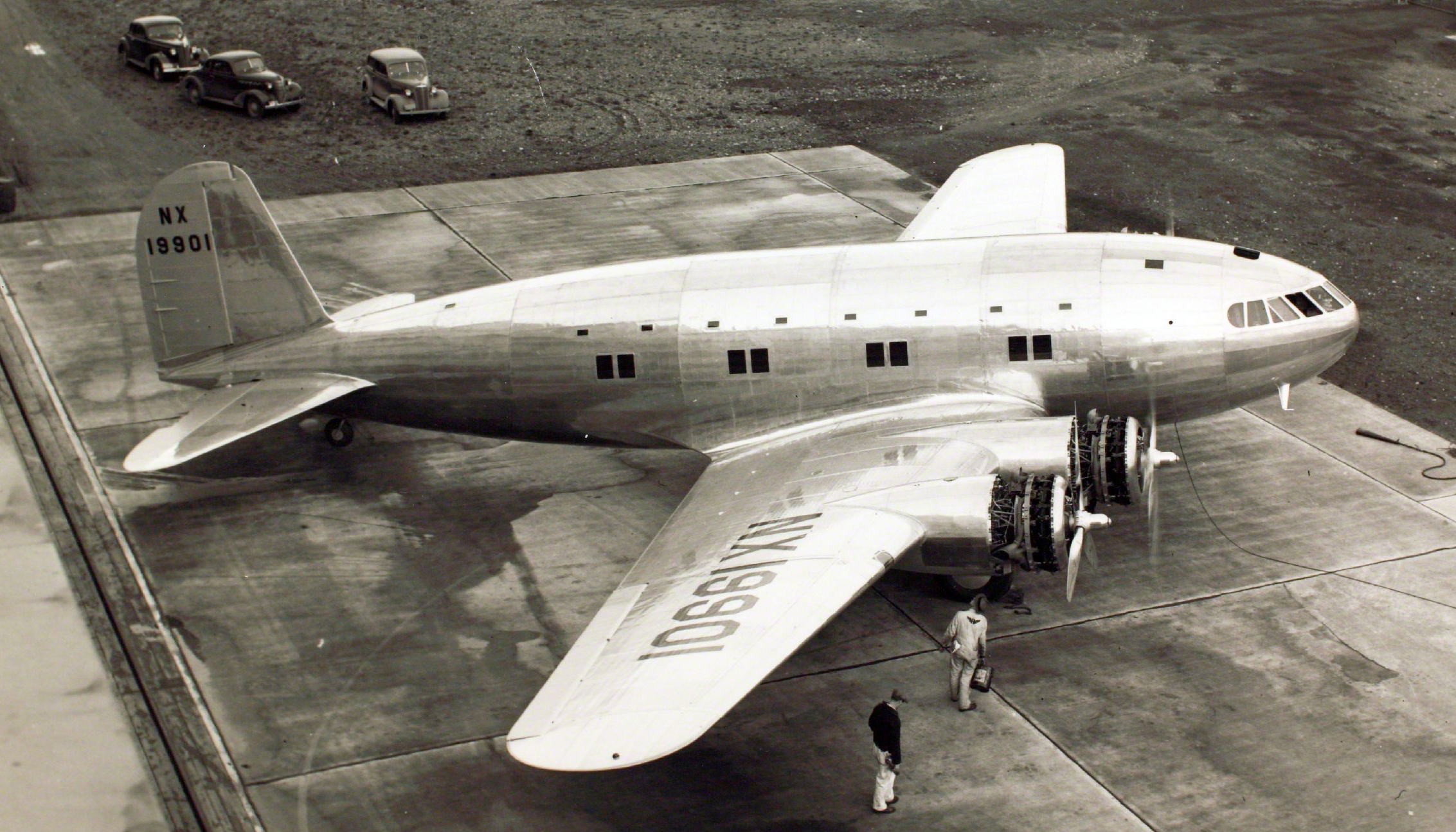
بوئینگ ۳۰۷ استراتولاینر

در سال ۱۹۳۵، شرکت بوئینگ یک هواپیمای مسافربری چهار موتوره را بر پایه هواپیمای بمب افکن بزرگ بی-۱۷ خود طراحی کرد، هواپیمایی که بوئینگ گونه ۲۹۹ نام داشت، سپس در طول فرایند ساخت گونه ۳۰۹ نام گرفت. این هواپیما ترکیبی از بال ها، دم، سکان، چرخ فرود و موتورهای محصول بی-۱۷سی (B-17C) در بدنه‌ای با سطح مقطع دایره‌ای جدید به قطر ۳۵۱ سانتی‌متر بود که اجازه ایجاد فشار در کابین را می داد.
نخستین سفارش خرید برای دو فروند ۳۰۷ استراتولاینر در سال ۱۹۳۷ و به دست خطوط هوایی پن آمریکن انجام شد و به دنبال آن در مدت کوتاهیبه دست همین خطوط هوایی به شش فروند افزایش یافت. سفارش دوم برای خرید پنج فروند از این هواپیما به دست خطوط هوایی تی دبلیو ای انجام شد و این باعث شد تا بوئینگ کار ساخت دسته نخست از هواپیماهای مسافربری را آغاز کند.

### تبدیل سی-۷۵
هنگامی که در دسامبر ۱۹۴۱ ایالات متحده وارد جنگ جهانی دوم شد، عبور از اقیانوس‌ها یک خوش گذرانی نایاب بود،این جنگ نیازمند مقامات نظامی و حکومتی بود تا از اقیانوس‌ها عبور کنند و بیشتر هواپیماهای تجاری بردبلند چهار موتوره از جمله ۱۴ کشتی هوایی خطوط هوایی پن ای ام و ۵ بوئینگ ۳۰۷ تی دبلیو ای به شدت در حال خدمت دهی بودند. در این شرایط مخزن‌های سوخت اضافی به این هواپیماها افزوده شد تا برد پرواز بیشتری که مورد نیاز بود را به آن‌ها بدهد، تا این که تبدیلات آن‌ها سی-۷۵ را برای استفاده‌های نظامی پدیدار کرد. پیش از جنگ جهانی دوم تولید آن‌ها به پایان رسید، ۱۰ فروند ۳۰۷ تجاری ساخته شده بود. تی دبلیو ای در مسیرهای داخلی بین نیویورک و لس آنجلس برای ۱۸ ماه پروازهای خود را انجام داد تا هنگامی که ارتش استراتولاینرهای آن‌ها را برای استفاده در مسافت‌های طولانی و فرستادن افراد برجسته مختلف و بارهای حساس به آن سوی اقیانوس اطلس در زمان جنگ خریداری کرد. تی دبلیو ای هواپیماهای ۳۰۷ خود را در ژانویه سال ۱۹۴۲ به خدمت دهنده‌های نظامی تبدیل کرد و در پی آن قسمت بین قاره‌ای آن (ICD) طبق قراردادی با فرماندهی ترابری هوایی ارتش ایالات متحده (ATC) تا ماه ژوئیه سال ۱۹۴۴ این سی-۷۵ها را بکار گرفت. تا پیش از ورود داگلاس سی-۵۴ اسکای مستر در نوامبر ۱۹۴۲ این‌ها تنها هواپیماهای تجاری ساخته شده ایالات متحده آمریکا با توانایی عبور از اقیانوس آتلانتیک به همراه بار بودند.
تبدیل کردن هواپیما به سی-۷۵، حذف تجهیزات ایجاد فشار برای حفظ وزن هواپیما، حذف چهار (یا پنج) صندلی از نه صندلی لمیدنی در جلوی قسمت در و تعویض دو کوپه پالمن مانند (واگن تخب خواب دار در قطار) (از چهار کوپه) در سمت راست از قسمت چپ راهرو مرکزی را شامل می شد. بدین گونه فضای لازم برای تجهیزات خدمه در پروازهای بسیار طولانی و افزودن پنج مخزن سوخت ۸۰۴ لیتری (۲۱۲٬۵ گالن امریکا) فراهم شد. چرخ‌های فرود تقویت شدند بیشینه وزن برخاست از ۲۰٬۴۰۰ به ۲۵٬۴۰۰ کیلوگرم (۴۵٬۰۰۰ به ۵۵٬۰۰۰ پوند) افزایش یافت و بدنه بیرونی هواپیما با زیتونی نظامی یکنواخت رنگ آمیزی شد.

## تاریخچه کارکرد

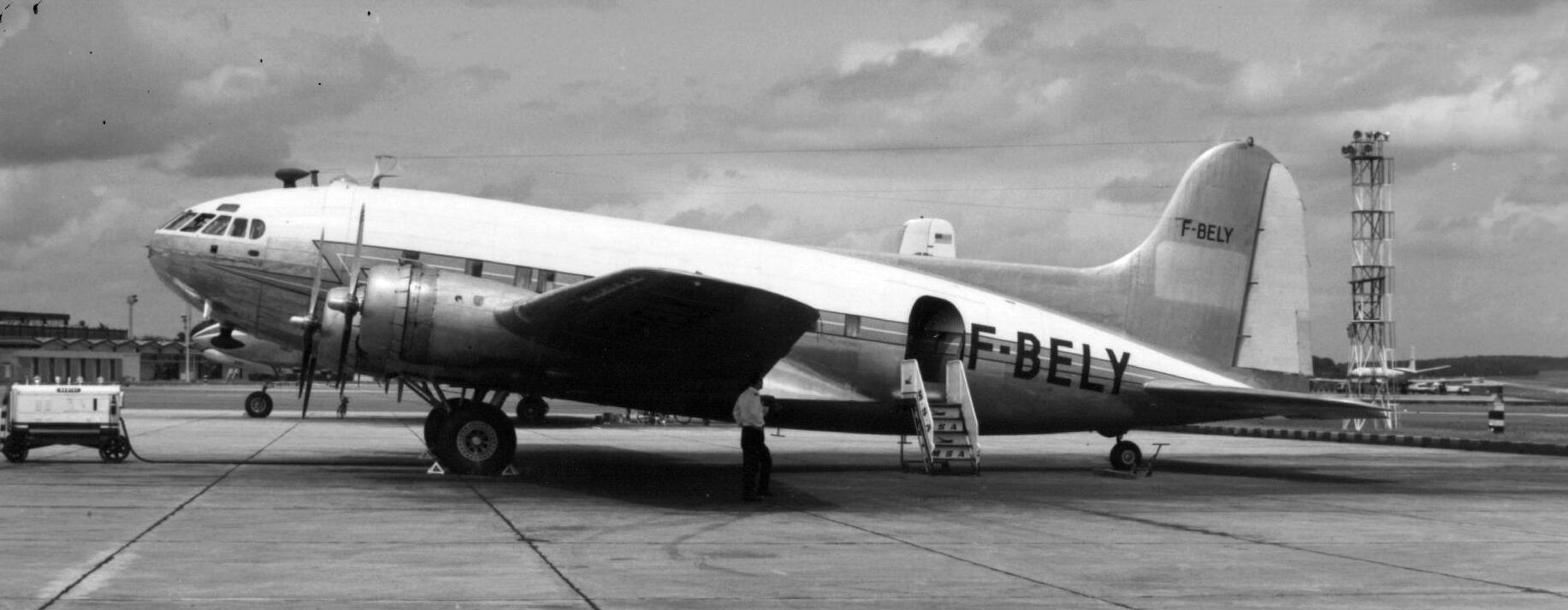
بوئینگ 307 استراتولاینر

نخستین پرواز هواپیمای بوئینگ ۳۰۷ استراتولاینر (نه نمونه نخستین، همانگونه که برای تحویل به پن ای ام برنامه‌ریزی و ازمایش شده و گواهینامه آن صادر شده بود) ثبت شده به شماره ان ایکس ۱۹۹۰۱ در تاریخ ۳۱ دسامبر ۱۹۳۸ در میدان هوایی بوئینگ در سیاتل، واشینگتن انجام شد. هرچند این هواپیما در تاریخ ۱۸ مارس ۱۹۳۹ هنگامی که در حال نمایش برای نمایندگان کی‌ال‌ام بود سقوط کرد، در آن زمان کارایی ۳۰۷ با دو موتور غیرفعال روی یک بال نمایان شد، زمانی که موتورها خاموش شدند، خلبان برای جبران و مقابله با انحراف ایجاد شده، سکان هواپیما را به حداکثر زاویه خمش حرکت داد، پس از آن، از آن جایی که کنترل‌کننده‌های نیرو از این که پایدارکننده افقی دوباره به حالت مرکزی برگردد جلوگیری کردند، استراتولاینر حالت قفل شدن پایدارکننده افقی را تجربه کرد و در نتیجه آن هواپیمای ۳۰۷ به چرخش افتاد و سقوط کرد. ۱۰ نفر سرنشین آن از جمله خلبان آزمایشی کی ال ام آلبرت فن بومر (Albert von Baumhauer)، خلبان آزمایشی بوینگ جولیوس بار ( Julius Barr)، رئیس آئرودینامیک بوئینگ رالف کرم (Ralph Cram)، سرمهندس بوئینگ ارل فرگوسن ( Earl Ferguson) و یک نماینده تی دبلیو ای کشته شدند. آزمایش تونل باد پس از این رخداد نشان داد که اضافه کردن یک بالچه پشتی جلوتر و متصل به دم عمودی هواپیما از قفل شدن سکان پایدارکننده افقی عقب هواپیما در زمان رخداد جلوگیری می‌کرد، این موضوع در طراحی دوباره سکان عقب ۳۰۷ گنجانده شد، در عین حال در طراحی دوباره بدنه پشتی گونه‌های "ای" تا "جی" بمب افکن دورپرواز بوئنگ نیز گنجانده شد
نخستین تحویل به مشتری این هواپیما به هوارد هیوز میلیونر بود، او یک هواپیمای ۳۰۷ را برای یک پرواز دور دنیا خریداری کرد به این امید که رکورد خود در این زمینه را بشکند، رکوردی که به میزان ۹۱ ساعت ۱۴ دقیقه بین ۱۰ تا ۱۴ ژوئیه ۱۹۳۸ و با یک هواپیمای لاکهید ۱۴ ثبت کرده بود. هواپیمای استراتولاینر هیوز با مخزن‌های سوخت اضافی نصب شده آماده شده بود تا در نخستین مجموعه کوشش‌ها برای دور زدن جهان شرکت کند و زمانی که در تاریخ ۱ سپتامبر ۱۹۳۹ آلمان نازی به لهستان حمله کرد باعث شد تا این کوشش کنار گذاشته شود. بعدها مخزن‌های سوخت اضافی این ۳۰۷ حذف شد و موتورهای بسیار قدرتمندتر آر-۲۶۰۰ ساخت شرکت هوانوردی رایت روی آن نصب شد و به یک پنت هاوس پرواز لوکس برای هیوز تبدیل شد. هرچند این هوپیما کم مورد استفاده قرار گرفت سرانجام در سال ۱۹۴۹ به یک سرمایه دار نفتی به نام گلن مک کارتی ( Glenn McCarthy) فروخته شد.
تحویل هواپیماها به شرکت هواپیمایی پن آمریکن در ماه مارس ۱۹۴۰ آغاز شد و شرکت تی دبلیو ای نخستین هواپیمای ۳۰۷ را در آوریل همان سال دریافت کرد. استراتولاینرهای شرکت تی دبلیو ای پروازهایی سه توقفه بین لوس آنجلس و نیویورک انجام می دادند در صورتی‌که هواپیماهای شرکت پن آمریکن بین میامی و آمریکای لاتین در پرواز بودند. ۱۰ فروند هواپیمای ۳۰۷ ساخته شد، چهار فروند برای تحویل به شرکت پن آمریکن، پنج فروند برای شرکت تی دبلیو ای به همراه یک فروند که برای هوارد هیوز ساخته شد.
زمانی که به دنبال حمله به پرل هاربر، ایالات متحده امریکا وارد جنگ جهانی دوم شد، شرکت هواپیمایی پن آمریکن به فعالیت استراتولاینرهای خود در مسیرهای آمریکای مرکزی و آمریکای جنوبی ادامه داد اما در راستای دستورالعمل نیروی هوایی ارتش ایالات متحده، هواپیماهای ۳۰۷ شرکت تی دبلیو ای به دولت ایالات متحده فروخته شدند، به بوئینگ سی-۷۵ تبدیل شدند و به دست نیروی هوایی ارتش ایالات متحده امریکا (USAAF) به کارگرفته شدند (هرچند هنوز به‌طور معمول به دست خدمه شرکت تی دبلیو ای پرواز می‌کردند).
ارتش ایالات متحده در سال ۱۹۴۴ پنج فروند سی-۷۵ را به تی دبلیو ای بازگرداند و آن‌ها برای پیاده و سوارکردن دوباره و بازسازی‌های گسترده برای بوئینگ فرستاده شدند. بوئینگ بال‌ها و دم عمودی آن‌ها را با نمونه‌های هواپیمای بهبودیافته گونه بی-۱۷جی جایگزین کرد، موتورهای بسیار قدرتمند تر روی آن‌ها جاداده شد و سیستم الکتریکی آن‌ها بر پایه هواپیماهای بی-۲۹ سوپرفورترس بوئینگ جایگزین گردید. گنجایش مسافران از ۳۳ به ۳۸ نفر افزایش یافت. این بازسازی برای شرکت تی دبلیو ای ۲ میلیون دلار آمریکا برای ۵ فروند هواپیما هزینه دربرداشت و در تاریخ ۱ آوریل ۱۹۴۵ دوباره برای جابه جایی مسافران به کار گرفته شدند. اگرچه در آن زمان تی دبلیو ای هواپیمای بزرگ تر و سریع تر لاکهید کانتلیشن را بکار گرفت، استراتولاینرها همچنان برای استفاده در خدمات منطقه‌ای باقی‌ماندند تا هنگامی که در آوریل ۱۹۵۱ از خدمت بیرون شده و فروخته شدند.
تی دبلیو ای استراتولاینرهای خود را به شرکت فرانسوی ایگل آزور فروخت و این شرکت فرانسوی از آن‌ها برای پروازهای برنامه‌ریزی شده به شمال و مرکز آفریقا و بعدها به مستعمراتش در منطقه هندوچین (ویتنام و اطرافش) در شرق آسیا استفاده کرد. این ۳۰۷ها پس از آن به شرکت ویتنامی تابعه ایگل آزور فرستاده شدند و به دست تعدادی از خطوط هوایی در جنوب شرقی آسیا مورد استفاده قرار گرفتند و تا سال ۱۹۷۴ دست کم یک هواپیما برای استفاده تجاری باقی‌ماند. شرکت پن ای ام استراتولاینرهای اصلاح نشده خود را زودتر از تی دبلیو ای کنار گذاشت و آن‌ها را به تعدادی از کاربران کوچک فروخت، یک هواپیما توسط نیروی هوایی هائیتی خریداری شد که به عنوان حمل‌کننده رئیس‌جمهور هاییتی فرانسوا دوالیر مورد استفاده قرار گرفت. این هواپیما بعدها دوباره به ایالات متحده بازگردانده شد و به دست موزه اسمیتسونین خریداری شد.

### سی-۷۵
در دو راه اصلی پروازها انجام می شد: واشنگتن دی سی به قاهره از روی اقیانوس اطلس جنوبی و نیویورک به اسکاتلند از روی اقیانوس اطلس شمالی. آن‌ها اغلب ۳٬۴۱۵ کیلومتر (۲٬۱۲۵ مایل) را بدون توقف بین جزیره نیوفاندلند و پرستویک اسکاتلند در شمال و ۴٬۱۰۰ کیلومتر (۲٬۵۵۰ مایل) را بین ناتال در برزیل و آکرا پایتخت جمهوری غنا در جنوب پرواز می‌کردند و این یک پرواز بسیار طولانی در زمان خود بود. پس از ژوئیه ۱۹۴۲، ایستادن و سوخت‌گیری دوباره در جزیره اسنشن یک گزینه در راه پروازهای جنوبی بود و در شمال نیز ایستادن در ایسلند یا گرینلند اغلب مورد نیاز بود به ویژه پروازهایی که به سوی غرب و در برابر باد غالب انجام می شد. هنگامی که سی-۵۴ها در مسیر نیوفاندلند به پرستویک پرواز کردند، سی-۷۵ها در یک سرویس پروازی بین شهر مراکش و پرستویک بیرون از اقیانوس اطلس بکارگرفته شدند.
در آوریل ۱۹۴۵ پنج ۳۰۷ به شرکت تی دبلیو ای بازگردانده شدند، به دست بوئینگ بازسازی شدند و توسط سازمان هوانوردی غیرنظامی آمریکا (CAA) تحت نام SA-307B-1 برای ترابری غیرنظامی با شماره‌های ثبت قدیمی دوباره گواهی و ثبت شدند. بازسازی انجام شده شامل بال‌ها و موتورهای جدید هواپیمای بی-۱۷جی فلایینگ فورترس می شد، سکان نگه دارنده عمودی به اندازه ۰٬۹ متر به طرف عقب هواپیما منتقل شد و سیستم الکترونیکی هم همانند سیستم گونه هواپیمای بی-۲۹ بهبود پیدا کرد. تی دبلیو ای پس از آن کابین داخلی را به دو بخش دوباره چینی کرد به گونه‌ای که ۱۰ صندلی در جلو و ۲۸ صندلی در عقب قرار گرفت.

## گونه‌ها
۳۰۷

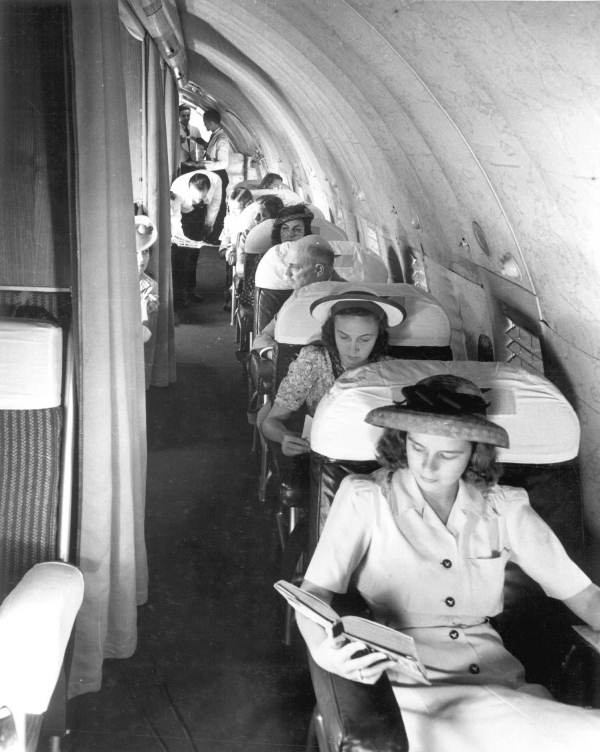
مسافران درون هواپیمای بوئینگ ۳۰۷ پن ای ام

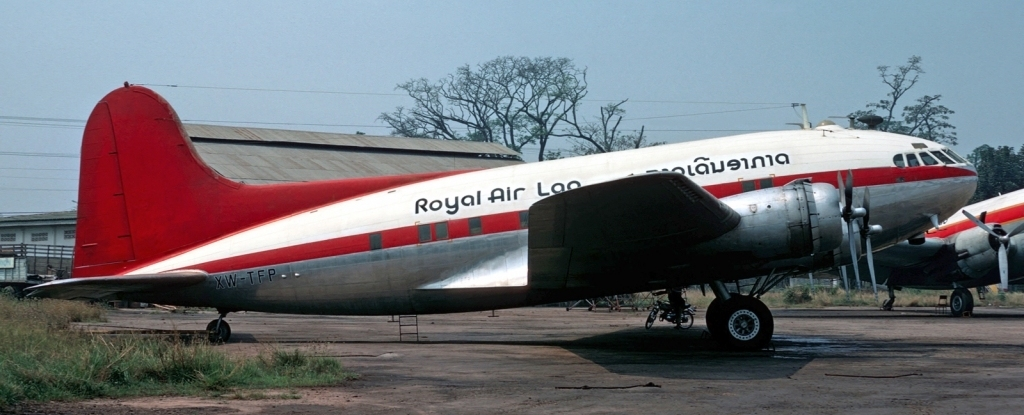
بوئینگ ۳۰۷ استراتولاینر هواپیمایی سلطنتی لائو

که با موتورهای سری رایت سایکلون جی آر-۱۸۲۰-جی۱۰۲ همراه سوپرشارژر تک سرعته تجهیز شده بود و ۵ خدمه داشت.

## ۳۰۷بی
که با موتورهای سری رایت سایکلون جی آر-۱۸۲۰-جی۱۰۵اِی با سوپرشارژر دو سرعته برای بهبود کارایی در ارتفاعات بالا تجهیز شده بود و ۷ خدمه داشت.

## سی-۷۵
پنج فروند ۳۰۷بی که برای ترابری نظامی به‌طور فشرده به خدمت نیروی هوایی ارتش ایالات متحده در آمدند و در آن‌ها فشار کابین برای کاهش وزن حذف شده بود.

## ۳۰۷بی-۱
در پی خدمت نظامی گونه سی-۷۵ با بال‌ها و دم هواپیمای بی-۱۷جی و چهار موتور رایت سایکلون جی آر-۱۸۲۰-جی۶۰۶ و سیستم الکترونیکی هواپیمای بی-۲۹ به روز شدند.

## کاربران

### غیرنظامی
فرانسه
- شرکت ایگل آزور که در سال ۱۹۵۱ هواپیمای بوئینگ ۳۰۷ شرکت تی دبلیو ای را که موتورها و بال‌های آن با نمونه‌های جدید بوئینگ بی-۱۷جی جایگزین شده بودند را خرید.

 لائوس
- هواپیمایی سلطنتی لائو هواپیمای از رده خارج شده ایگل آزور را دریافت کرد.

 ایالات متحده آمریکا
- هوارد هیوز: یک هواپیما خرید
پن ای ام: سه هواپیما دریافت کرد
تی دبلیو ای: پنج هواپیما دریافت کرد

### نظامی
هائیتی
- نیروی هوایی هائیتی

 ایالات متحده آمریکا
- نیروی هوایی ارتش ایالات متحده امریکا: پنج فروند ۳۰۷ شرکت تی دبلیو ای به خدمت این نیرو درآمدند و سی-۷۵ نامگذاری شدند، سه فروند ۳۰۷ شرکت پن ای ام هم در در جنگ جهانی دوم به دست نیروی هوایی ارتش ایالات متحده امریکا بکارگرفته شدند اما برای استفاده‌های غیرنظامی و بازسازی نیز نشدند.

## بازمانده‌ها

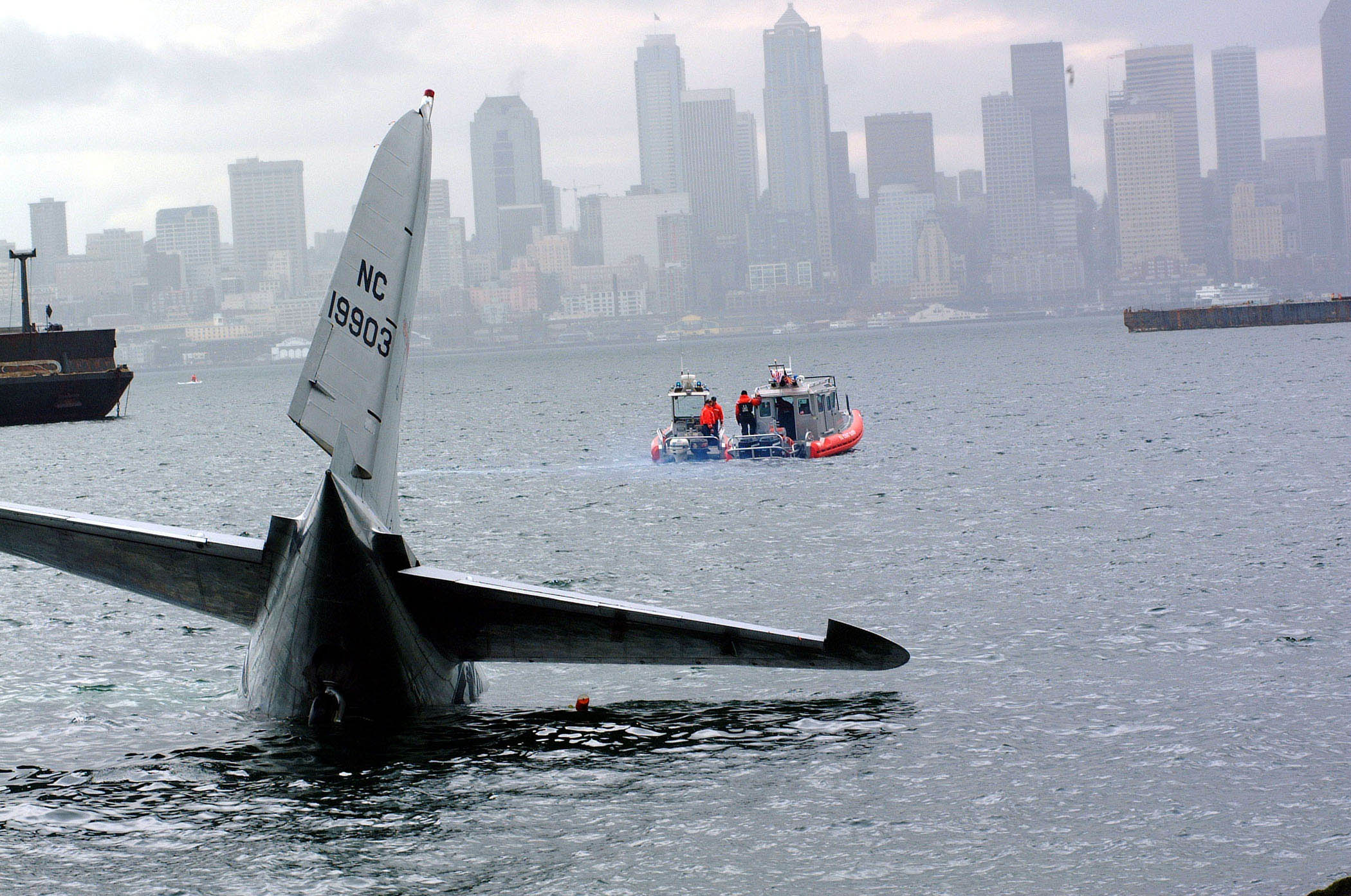
بوئینگ ۳۰۷ (NC19903) در خلیج الیوت، سیاتل، ۲۸ مارس ۲۰۰۲

تنها بوئینگ ۳۰۷ استراتولاینر بازمانده (NC19903) در مرکز استیون اف. ادوار-هیزی از موزه اسمیتسونین و در شرایط پرواز نگهداری شد، در ۲۸ مارس ۲۰۰۲، این هواپیمای ویژه دچار یک تصادف شدید شد و طی آن در خلیج الیوت در شهر سیاتل، واشینگتن ایالت واشینگتن امریکا در آب فرو رفت در حالی که قرار بود این آخرین پرواز این هواپیما پیش از حرکت به سوی اسمیتسونین باشد، با وجود این رخداد این هواپیما دوباره بازسازی شد به اسمیتسونین پرواز کرد و هم‌اکنون به نمایش گذاشته شده‌است.
بدنه هواپیمای ۳۰۷ شخصی هوارد هیوز نیز به جای مانده‌است گرچه به یک خانه قایقی دگرگون گشته است.

## ویژگی‌ها (بوئینگ ۳۰۷)
ویژگی‌های کلی
- کارکنان: ۵ دربردارنده دو خلبان و مهندس پرواز
- گنجایش: ۳۸ مسافر در روز و ۲۵ مسافر در شب
- درازا: ۲۲٬۶ متر (۷۴ فوت و ۱۰ اینچ)
- پهنای بال: ۳۲٬۶۳ متر (۱۰۷ فوت و ۰ اینچ)
- بلندا: ۶٬۳۳ متر (۲۰ فوت و ۹٬۵ اینچ)
- مساحت بال: ۱۳۸٬۰ مترمربع (۱٬۴۸۶ فوت مربع)
- وزن خالی: ۱۳٬۶۰۸ کیلوگرم (۴۹٬۷۵۰ پوند)
- وزن بارگیری شده: ۲۰٬۴۲۰ کیلوگرم (۴۵٬۰۰۰ پوند)
- نیروی رانشی: ۴ موتور سری رایت سایکلون جی آر-۱۸۲۰-جی۱۰۲ با نیروی ۱،۱۰۰ اسب بخار برای هرکدام

## کارایی
- بیشترین سرعت: ۳۸۷ کیلومتر در ساعت (۲۴۱ مایل در ساعت)
- سرعت (هوانوردی): ۳۴۴ کیلومتر در ساعت (۲۱۵ مایل در ساعت)
- برد پرواز: ۲،۸۲۰ کیلومتر (۱،۷۵۰مایل دریایی)
- سقف پرواز: ۷،۱۱۰ متر (۲۳،۳۰۰ فوت)
- بارگیری بال: ۱۳۸ کیلوگرم بر مترمربع (۲۸ پوند بر فوت مربع)
- توان وزنی مخصوص: ۰،۰۹۸ اسب بخار بر پوند (۱۶۰ وات بر کیلوگرم)